# 건설공학
건설 운영이라고도 알려진 건설공학(Construction engineering)은 도로, 터널, 교량, 공항, 철도, 시설, 건물, 댐, 유틸리티와 같은 기반 시설의 설계, 계획, 건설 및 운영 관리를 다루는 토목공학의 전문 하위 분야이다. 그리고 다른 프로젝트. 건설 엔지니어는 토목 엔지니어와 유사한 설계 측면뿐만 아니라 프로젝트 관리 측면도 배운다.
교육 수준에서 토목 공학 학생들은 보다 분석적인 설계 작업에 주로 집중하여 설계 전문가로서의 경력을 쌓을 수 있다. 이를 위해서는 본질적으로 4년제 공인 학위 취득의 일환으로 도전적인 엔지니어링 과학 및 디자인 과정을 수강해야 한다. 건설기술인 교육은 주로 건설절차, 공법, 비용, 일정, 인사관리 등에 중점을 두고 있다. 그들의 주요 관심사는 예산 내에서 원하는 품질로 프로젝트를 제때에 제공하는 것이다.
교육 요구 사항과 관련하여 건설 공학 학생들은 토목 공학의 기본 설계 과정과 건설 관리 과정을 수강한다.

## 같이 보기
- 건축공학
- 건축법
- 지진공학
- 구조공학
- 업무 분업 구조